# 채우기 밀도
어떤 공간에서 채우기의 채우기 밀도 또는 채우기 비율은 공간에 채우는 형태가 차지하는 비율이다. 채우기 문제에서 목표는 보통 가능한 최대의 채우기 밀도를 얻는 것이다.

## 콤팩트 공간
K1,…,Kn 이 측정가능한 콤팩트 측도 공간 X 의 부분집합이고 그 내부가 쌍으로 교차하지 않는 경우, 집합 {Ki}는 X 에 채우기 이고 채우기 밀도는
{\displaystyle \eta ={\frac {\sum _{i=1}^{n}\mu (K_{i})}{\mu (X)}}}.

## 유클리드 공간
채우는 공간이 유클리드 공간과 같이 무한한 공간이라면, 밀도를 더 큰 반지름의 공에 나타나는 밀도의 극한으로 정의하는 것이 관례적이다. 만약 Bt가 원점을 중심으로 하는 반지름이 t인 공 일 때, {Ki : i∈ℕ} 채우기의 밀도는 아래와 같다.
{\displaystyle \eta =\lim _{t\to \infty }{\frac {\sum _{i=1}^{\infty }\mu (K_{i}\cap B_{t})}{\mu (B_{t})}}}
극한이 항상 존재하지는 않지만, 이것은 최대밀도와 최소밀도를 위의 상극한과 하극한으로 정의하는데 유용하다. 밀도가 존재한다면 최대밀도와 최소밀도는 같다. 유클리드 공간의 어떤 공은 유한하게 많은 채우기의 원소와 교차하고 원소의 지름은 상부에 유계를 가지고 있다고 할 때 (높은, 낮은)밀도는 원점을 어디에 잡느냐에 달려있지 않고 μ(Ki∩Bt)는 Bt와 교차하는 모든 원소에 대해서 μ(Ki)로 바꿔 쓸 수 있다. 공은 다른 어떤 볼록한 도형을 팽창시킨 것으로 대체할 수 있으나 일반적으로 채우기 밀도는 동일하지 않다.

## 최적 채우기 밀도
일부는 종종 주어진 특정한 형태만을 사용하도록 제한된 채우기에 관심이 있다. 예를 들어, 주어진 형태가 모두 반지름이 같은 구일 수도 있다. 주어진 형태와 관련된 최적 채우기 밀도 또는 채우기 상수는 주어진 형태의 일부 형태로 이루어진 채우기에서 얻어지는 상부 밀도의 상한이다. 지름이 유계인 주어진 형태의 볼록한 형태로 이루어져 있을 때, 채우기 밀도가 채우기 상수와 같고, 이 채우기 상수는 이 공의 밀도의 정의가 다른 볼록한 형태의 팽창으로 바뀐 경우와 다르지 않은 채우기가 있다.
특히 관심이 있는 주어진 형태는 모든 고정된 볼록한 형태의 K의 유클리드 운동이다. 이 경우에는 채우기 상수를 K의 채우기 상수라고 부른다. 케플러의 추측은 3차원 구의 채우기 상수와 같이 고려된다. 울람의 채우기 추측은 3차원 공은 어떤 볼록한 형태보다 채우기 밀도가 가장 낮다고 한다. A모든 고정된 형태의 평행 이동 역시 일반적으로 관심을 가지는 주어진 형태이고, 이것은 그 형태의 평행 이동 채우기 상수를 정의한다.

## 같이 보기
- 원자 채우기 인자
- 구 채우기
- 채우기 상수가 알려진 형태의 목록